# Timothy Van Patten
Timothy Van Patten, właśc. Christopher Van Patten (ur. 10 czerwca 1959 w Nowym Jorku) – amerykański reżyser, scenarzysta, aktor i producent. Znany z reżyserii poszczególnych odcinków takich seriali jak Rodzina Soprano, Seks w wielkim mieście, Deadwood, Prawo ulicy, Nie ma sprawy, Pacyfik czy Zakazane imperium oraz Gra o tron.

## Życiorys
Urodził się w Brooklynie w Nowym Jorku. Dorastał w Massapequa, gdzie w 1977 ukończył Massapequa High School w klasie z muzykiem Brianem Setzerem. Jest przyrodnim bratem Dicka Van Pattena i Joyce Van Patten, a także wujkiem Vincenta Van Pattena i Talii Balsam.

## Kariera
W latach 1978–1981 występował jako Mario „Salami” Pettrino w serialu CBS Biały cień (The White Shadow) z Kenem Howardem. W dreszczowcu kryminalnym Marka L. Lestera Klasa 1984 (Class of 1984, 1982) zagrał postać Petera Stegmana, nastoletniego przestępcy i handlarza narkotykami. W serialu NBC Mistrz (The Master, 1984) u boku Lee Van Cleefa pojawił się jako Max Keller. W latach 1989–1990 grał sierżanta Andy’ego  Wojeski w serialu Zawód policjant (True Blue).
W 2001 roku wraz z Terencem Winterem zdobył Nagrodę imienia Edgara Allana Poego oraz Nagrodę Amerykańskiej Gildii Scenarzystów za scenariusz do odcinka Rodziny Soprano - „Pine Barrens”, reżyserowany przez Steve’a Buscemi.